# ケイレブ・ベントリー

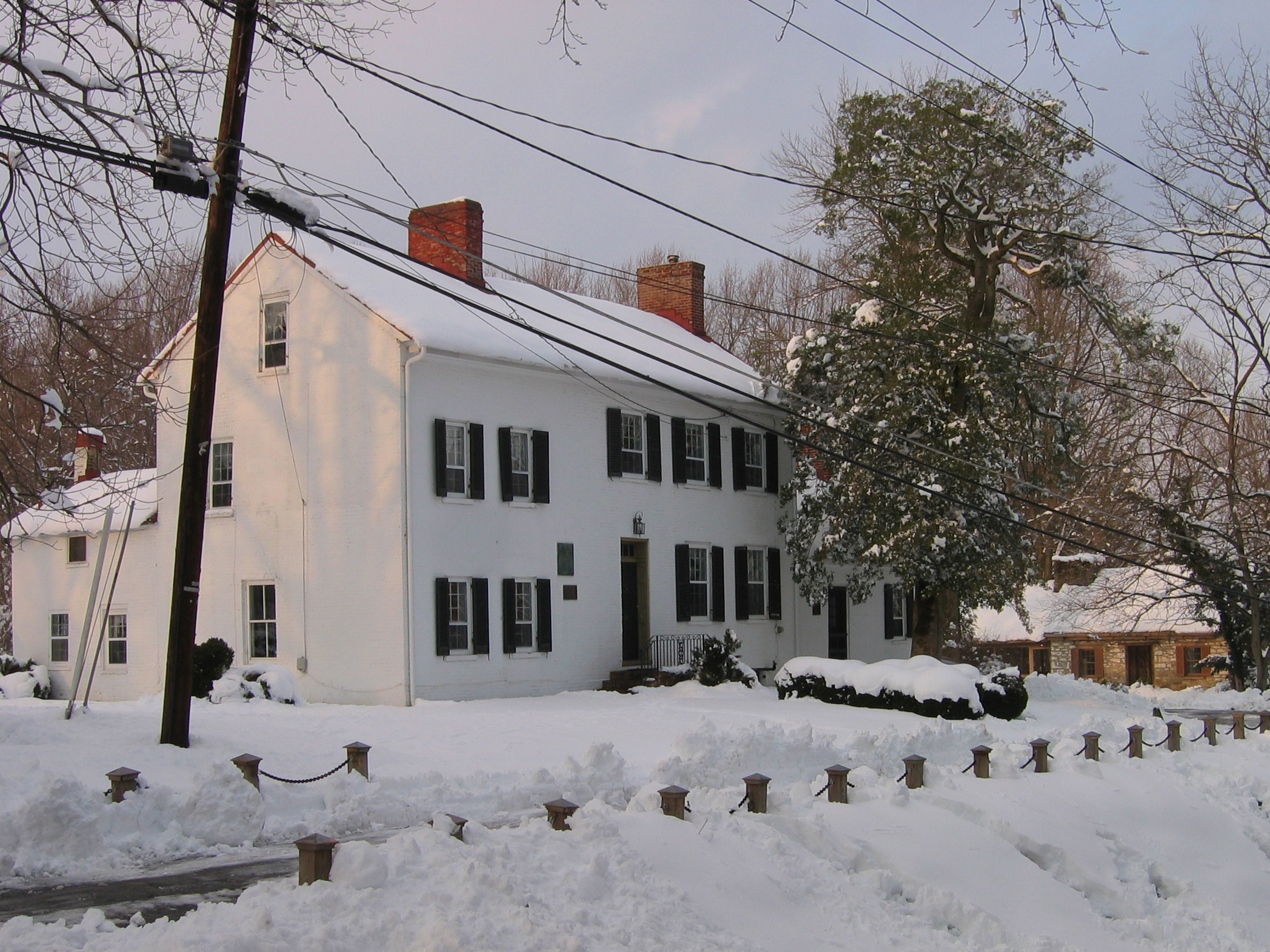
ブルックヴィルにあるマディソン・ハウスは元来ケイレブ・ベントリーが所有していた。この家は米英戦争中にイギリスがワシントンD.C.を焼き払った後の1814年8月26日にジェームズ・マディソン大統領の隠れ場所として用いられた。

ケイレブ・ベントリー（Caleb Bentley、1762年 - 1851年）は、銀細工職人・商店主・初代ブルックヴィル郵便局長である。1762年にペンシルベニア州チェスター郡に誕生した。
1780年代初頭に兄と共に移住した。しばらくペンシルベニア州ヨークで過ごした後、1786年にバージニア州リーズバーグへ移った。ヨーク居住中にベントリーはクエーカーとなった。1790年代初頭にワシントンD.C.のジョージタウンで銀細工職人として身を立てた。大統領ジョージ・ワシントンの依頼により、ホワイトハウスの起工式（1792年）に使用する真鍮製の礎石を製作した。翌年には、アメリカ合衆国議会議事堂に使用する銀製の礎石を製作した。
1794年、メリーランド州モンゴメリー郡へ移ったベントリーは、妻のサラ・ブルック (Sarah Brook) の家族が広大な土地を所有するブルックヴィルに定住した。同地で彼は、1802年に商店と郵便局を開業し、初代ブルックヴィル郵便局長となった。最初の妻は1805年に死去し、その2年後にマリー・ヘンリエッタ・トマス (Marie Henrietta Thomas) と再婚した。ベントリーは、ブルックヴィル・アカデミーの創立者でもあり、2人の義兄弟と共にパタクセント川沿岸にトリアデルフィアの町を築いた。
妻のマリー・ヘンリエッタ・トマスは、ドリー・マディソン（ジェームズ・マディソンの妻）の親友であった。米英戦争中の1814年8月にヨークの戦いにおけるアッパー・カナダ議事堂の焼き討ちに対する報復としてイギリスがワシントン焼き討ちをした際に、ホワイトハウスはイギリス軍によって焼き払われた。1814年8月26日にワシントンD.C.から逃れたジェームズ・マディソン大統領は、まずバージニア州へと向かったが、その後北に進路を変えてジョン・ヘンリー・ワインダー将軍とその配下の部隊を探しにメリーランド州ロックヴィルへ向かった。ワインダーの部隊は既にボルチモアへと進軍中であった。マディソンは東へ行き、馬でブルックヴィルに辿り着くと、ベントリーの自宅で匿われた。マディソンは徹夜で他の者らに書簡を発した。
ベントリーは数年間モンゴメリー郡で暮らしたが、1830年代後半にジョージタウンに戻った。1851年、メリーランド州サンディー・スプリングで死去した。

## 註
1. 1 2  Farquhar, Roger Brooke (1952). Old Homes and History of Montgomery County, Maryland. Judd & Detweiler, Inc.. pp. 207–208
2. 1 2 3 4 5 6  Allen, William C. (1995). In The Greatest Solemn Dignity — The Capitol's Four Cornerstones. Government Printing Office. pp. 12–13
3. ↑  Allen, William C. (1995). In the Greatest Solemn Dignity — The Capitol's Four Cornerstones. Government Printing Office. pp. 7
4. ↑  Allen, William C. (2001). History of the United States Capitol — A Chronicle of Design, Construction, and Politics. Government Printing Office. pp. 24
5. ↑  Siegal, Ann Cameron (2007年12月1日). “Charms and Challenges Of a Tiny Old Town”. The Washington Post
6. ↑  “The East Room”.   White House Historical Association. 2007年11月2日閲覧。
7. 1 2  Landphair, Ted (2007年8月15日). “You Won't Need Much Time to Tour This 'Capital'”. VOA News
8. ↑  “Brookeville: Gem from the Past”.   Sandy Spring Museum. 2007年12月14日閲覧。
9. ↑  Browning, Charles Henry (1895). “President Madison's Retreat”. The American Historical Register. Historical Register Pub. pp. 857–861